# Gruta de Lourdes (Mar del Plata)

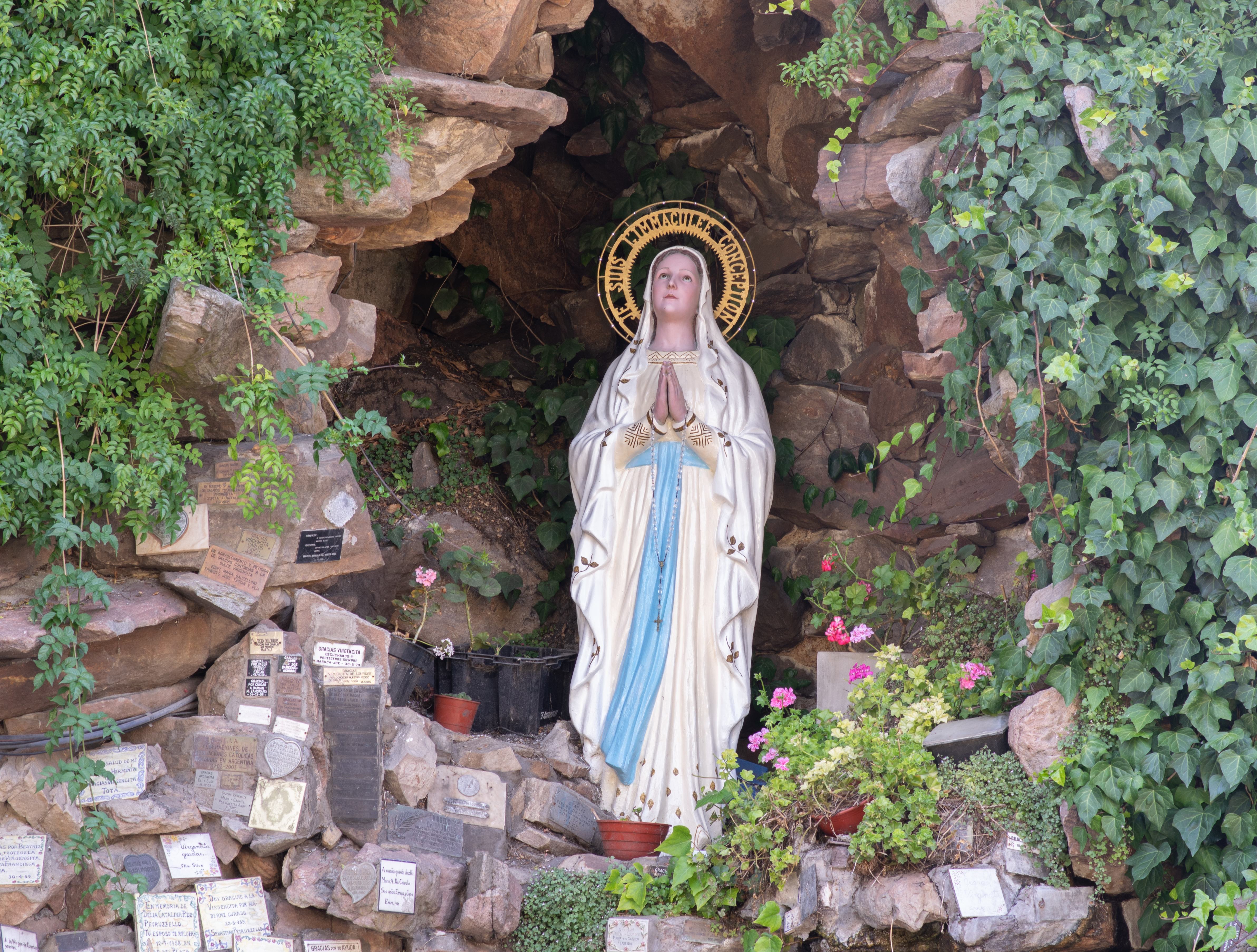
Imagen religiosa ubicada en el santuario.

La Gruta de Lourdes de Mar del Plata es un santuario ubicado en el puerto de esa ciudad inspirado en el original ubicado en Francia. Se destaca una réplica a escala de las ciudades de Belén y Jerusalén donde se pueden observar animaciones y efectos especiales.